# Mante
Ciudad Mante is een stad in de Mexicaanse deelstaat Tamaulipas. Mante heeft 81.884 inwoners (census 2005) en is de hoofdplaats van de gemeente El Mante.